# Ján Kadár
Ján Kadár est un réalisateur et scénariste slovaque, né le 1er avril 1918 à Budapest (Autriche-Hongrie), et décédé le 1er juin 1979 à Los Angeles (États-Unis). Il a travaillé en Tchécoslovaquie, aux États-Unis et au Canada. Il a réalisé la majorité de ses films avec Elmar Klos. Kadár et Klos ont été les premiers Tchécoslovaques détenteurs d'un Oscar pour Le Miroir aux alouettes en 1965.

## Biographie
Ján Kadár est né à Budapest en 1918.  Au cours des années 1930, il étudie à l'école de cinéma de Bratislava. Pendant la Seconde Guerre mondiale, Kadar et sa famille sont arrêtés et envoyés dans un camp de concentration.  
Après la guerre, Ján Kadár commence sa carrière de réalisateur avec un documentaire sur les ravages causés par le conflit.  À partir de 1952, il amorce une longue collaboration avec Elmar Klos, collaboration qui durera jusqu'en 1968. Ensemble, Kadar et Klos réalisent notamment La Mort s'appelle Engelchen (cs), un drame de guerre qui remporte un prix important au festival de Moscou en 1963.  Leur œuvre suivante, L'accusé, reçoit le Globe de cristal au festival de Karlovy-Vary en 1964.  Puis leur film Le Miroir aux alouettes, drame se déroulant en Slovaquie pendant la Seconde Guerre mondiale, est présenté au festival de Cannes avant de devenir le premier film tchèque à recevoir l'Oscar du meilleur film étranger.
Après l'invasion soviétique de 1968, Ján Kadár décide de quitter la Tchécoslovaquie et va s'établir aux États-Unis, à l'instar de ses collègues Vojtěch Jasný, Miloš Forman et Ivan Passer.  Elmar Klos, de son côté, restera en Tchécoslovaquie mais ne tournera pratiquement plus.  
La carrière américaine de Ján Kadár commence avec The Angel Levine (en), un conte fantastique mettant en vedette Zero Mostel et Harry Belafonte.  Kadar vient ensuite au Canada pour y tourner Lies My Father Told Me, une comédie dramatique située dans le milieu juif orthodoxe montréalais des années 1920.  Le film obtient un succès certain et reçoit une nomination aux Oscars (scénario) et deux nominations aux Golden Globes en plus de remporter le grand prix du cinéma canadien.    
De retour à Hollywood, Ján Kadár commence à travailler pour la télévision.  Sa dernière réalisation sera le télé-film Freedom Road (en), drame historique adapté d'un roman de Howard Fast et mettant en vedette le boxeur Mohamed Ali. Ján Kadár meurt à Los Angeles, à l'âge de 61 ans.

## Filmographie

### comme réalisateur
- 1945 : Na troskách vyrastá zivot
- 1946 : Sú osobne zodpovední
- 1949 : Katka
- 1953 : Únos
- 1954 : vladimir u Marzo
- 1956 : Spartakiáda (documentaire)
- 1956 : Mladé dny (documentaire)
- 1957 : Tam na konecne
- 1958 : Tri prání
- 1960 : Laterna magika II
- 1963 : La Mort s'appelle Engelchen (Smrt si rika Engelchen)
- 1964 : Obzalovany
- 1965 : Le Miroir aux alouettes (Obchod na korze)
- 1969 : Adrift (Touha zvaná Anada)
- 1970 : The Angel Levine
- 1975 : Les Mensonges que mon père me contait (Lies My Father Told Me)
- 1977 : The Blue Hotel (TV)
- 1978 : The Other Side of Hell (TV)
- 1979 : Freedom Road (TV)

### comme scénariste
- 1947 : Nevíte o byte?
- 1953 : Únos
- 1960 : Laterna magika II
- 1964 : Obzalovany
- 1965 : Obchod na korze
- 1969 : Adrift (Touha zvaná Anada)